# 伊日·恰德克
伊日·恰德克（捷克語：Jiří Čadek，1935年12月7日—2021年12月20日），捷克前男子足球运动员，司职后卫。他曾代表捷克斯洛伐克国家队参加1958年国际足联世界杯，结果队伍止步小组赛阶段。